# Église Saint-Joseph-des-Carmes
Pour les articles homonymes, voir Église Saint-Joseph.
L’église Saint-Joseph-des-Carmes est un édifice religieux catholique situé aux nos 70-72 de la rue de Vaugirard, dans le 6e arrondissement de Paris, au sein de l'Institut catholique de Paris et du séminaire des Carmes, en France.

## Histoire
En 1610, le pape Paul V demande, par un bref, au roi de France d'accueillir des religieux de l'ordre des Carmes déchaussés à Paris. Dès 1611, en attendant les lettres patentes du roi, et leur enregistrement par le Parlement de Paris, qui eut lieu l'année suivante, deux frères carmes s'installent provisoirement, grâce aux libéralités de Nicolas Vivien, sur un large terrain situé en bordure de la rue de Vaugirard.
En 1613, le 20 juillet, jour de la fête du saint prophète Élie (à l'origine du premier ermitage dans une grotte du mont Carmel, en Terre sainte), la première pierre de l'édifice est posée par la reine régente Marie de Médicis. 
La construction est terminée en 1620 et l'église est consacrée en 1625. Elle est alors la première église dédiée à saint Joseph, à Paris.

## Architecture et mobilier
Pour allier art, culture et foi, cette église est équipée d'un dispositif de visite guidée par QR code.

### Plan et élévation: une église «à la romaine»[4]

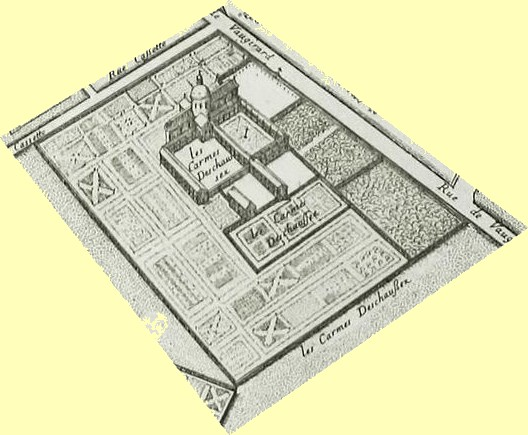
Couvent des Carmes déchaussés, extrait du plan Bullet et Blondel, 1676.

La chapelle du nouveau couvent des Carmes déchaux est construite sur un plan simple, rectangulaire terminé par une abside semi-circulaire donnant au nord sur le jardin. À l'intérieur de l'église on peut voir qu'il s'agit d'un plan en croix latine inscrite dans le plan rectangulaire.
La particularité la plus notable reste l'emplacement du chœur des religieux qui se trouve derrière le maître-autel, ce dernier étant placé dans la première travée du chœur, juste après la croisée qui est dominée par la coupole. Une disposition qui favorise la visibilité optimale des fidèles en direction du maître-autel et préservant le recueillement des religieux qui pouvaient entendre la messe.

### Maître-autel

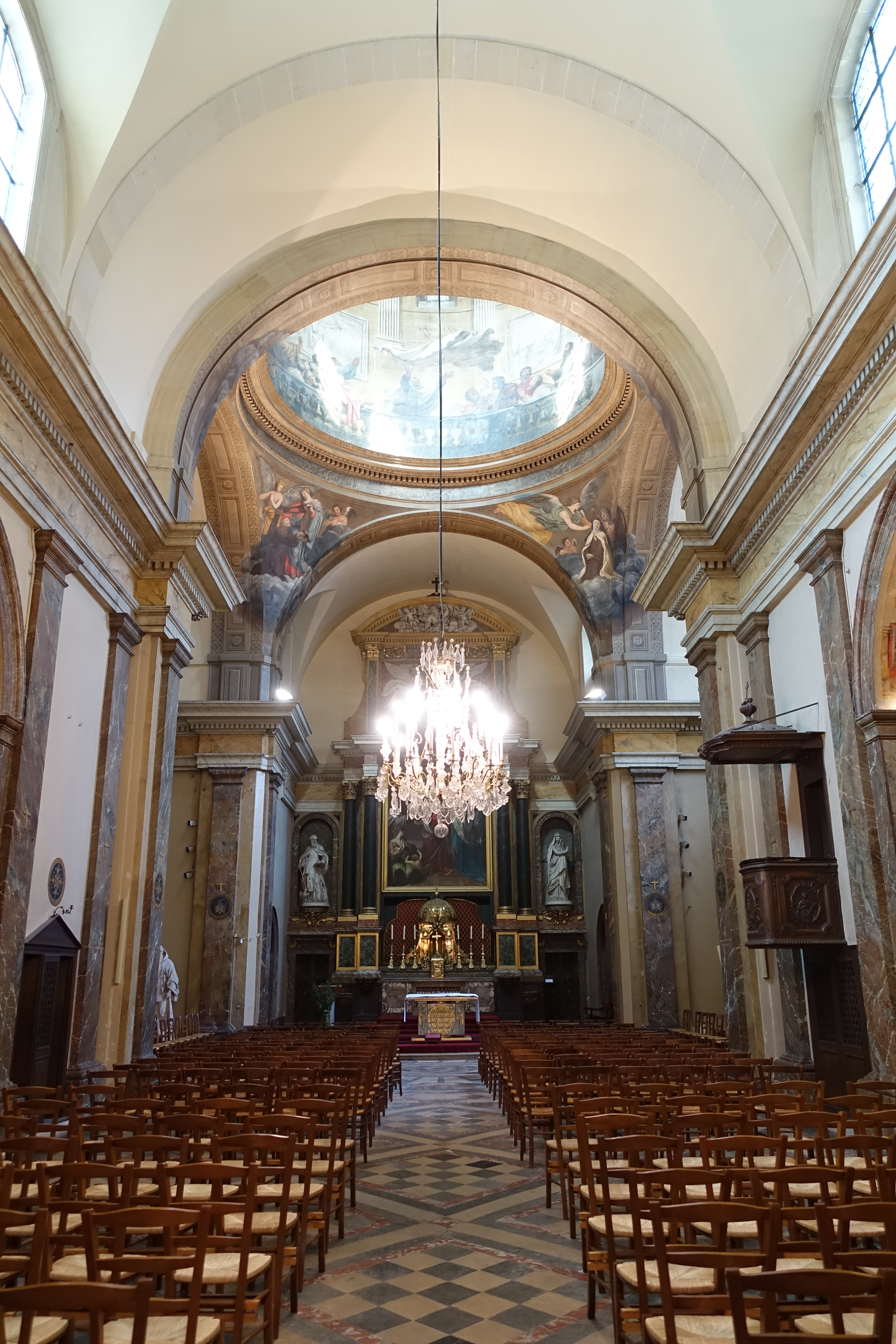
L'intérieur vers le chœur.

Le maître-autel a été commandé par le chancelier Pierre Séguier en 1633.
Les sculptures ont été réalisées par Simon Guillain et François Anguier, dont seul subsiste aujourd'hui celle représentant le prophète Élie (fondateur présumé de l'ordre des Carmes). 
Quatre colonnes de marbre noir ou blanc soutiennent le baldaquin. Sur le fronton curviligne de l'ensemble est visible le Père Éternel au milieu des nuées. 
Le grand tableau d'autel a été offert au couvent des Carmes déchaussés par la reine Anne d'Autriche en 1624 : peint par Quentin Varin, il représente La Présentation de Jésus au Temple. Il aurait été placé entre deux peintures exécutées par un certain d'Olivet.
Sur le devant d'autel, le bas-relief en marbre blanc représentant La Cène, fut placé là par Alexandre Lenoir, à la Révolution. Il faisait partie du retable offert par Jeanne d'Évreux en 1340 pour orner le maître-autel de l'abbatiale Notre-Dame-la-Royale de l'abbaye de Maubuisson.

### Coupole
L'église est coiffée du premier dôme sur tambour de Paris, avant la Sorbonne, après le simple dôme sur murs de la chapelle des Louanges de l'ancien couvent des Grands Augustins (actuelle école nationale supérieure des Beaux-Arts, rue Bonaparte).
La coupole est ornée d'une peinture représentant Élie élevé au ciel sur un char de feu, exécutée vers 1644 par le peintre liégeois Walthère Damery, important représentant de l'École liégeoise de peinture du XVIIe siècle, aidé par Bertholet Flémal, qui travailla dans l'atelier de Pierre-Paul Rubens. Cette peinture est la première exécutée sur une coupole à Paris au XVIIe siècle.

### Les chapelles

#### Au croisillon droit
Se trouvent :
- une peinture de Jean-Baptiste Corneille qui a beaucoup œuvré pour des églises parisiennes : L'Apparition du Christ ressuscité à sainte Thérèse d'Avila et à saint Jean de la Croix (v. 1676)
- deux statues de saint Pierre et de sainte Marie Madeleine, exemples de contrition, réalisées par Jacques Sarazin pour l'hôtel du chancelier Séguier.

#### Au croisillon gauche
Se trouvent :
- une statue en albâtre de saint François de Paule par Gilles Guérin.
- autel réalisé sur les dessins du Bernin, avec une Vierge à l'Enfant par son élève le plus proche Antonio Raggi.

#### Chapelle du Sacré-Cœur

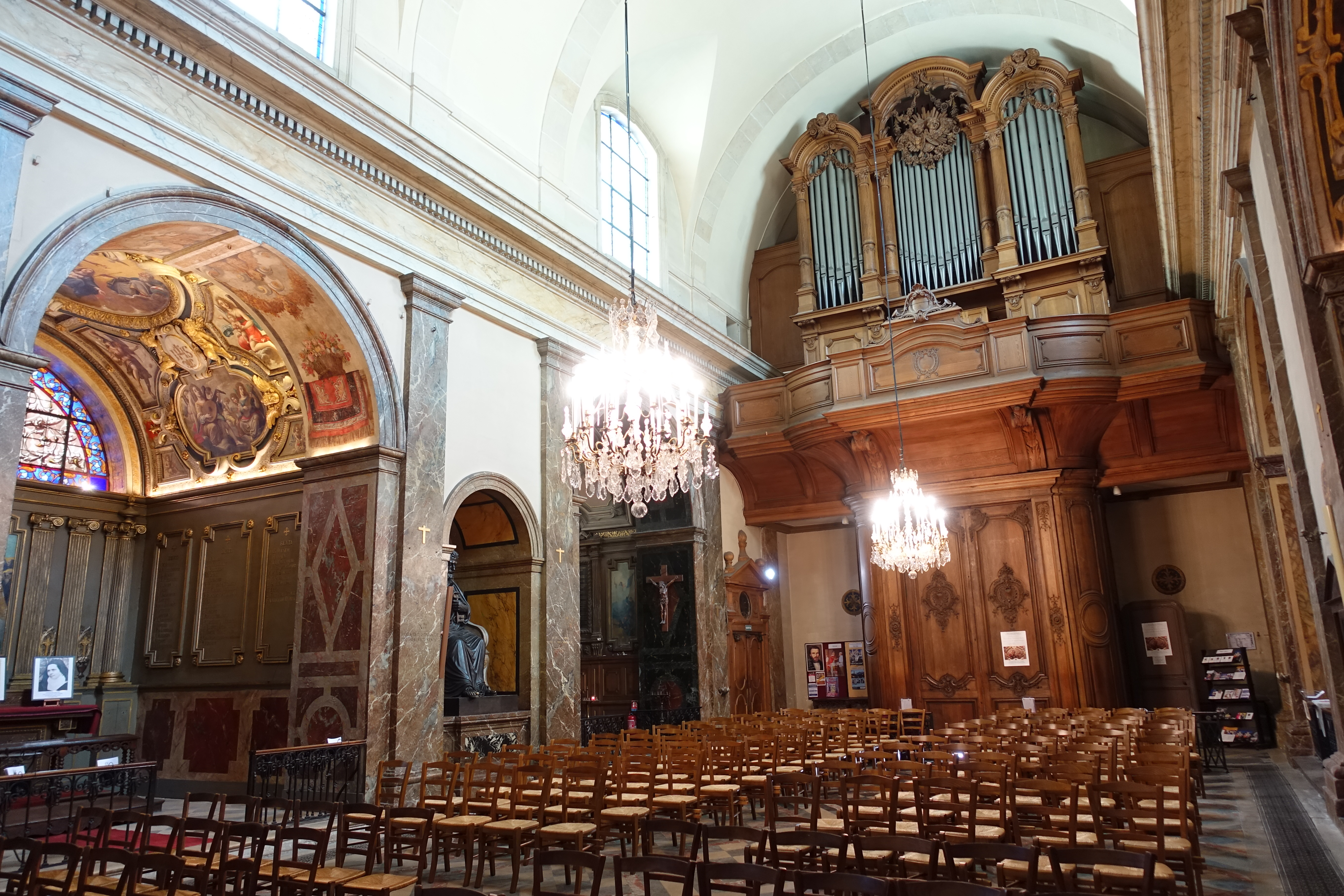
L'intérieur vers l'orgue.

Décor réalisé probablement par l'artiste flamand Abraham van Diepenbeek, vers 1635.

#### Chapelle Sainte-Anne
Décor réalisé entre 1620 et 1630 par plusieurs artistes, dans l'entourage de Georges Lallemant

#### Chapelle Saint-Élie
Décor réalisé vers 1640 par Claude Deruet

### L'orgue
L'orgue a été construit par le facteur lorrain Henri Didier en 1902. Des relevages ont été effectués en 1971 par Beuchet et en 1992 par Dargassies. Il possède 25 jeux sur deux claviers et pédalier. Les transmissions sont mécaniques.   

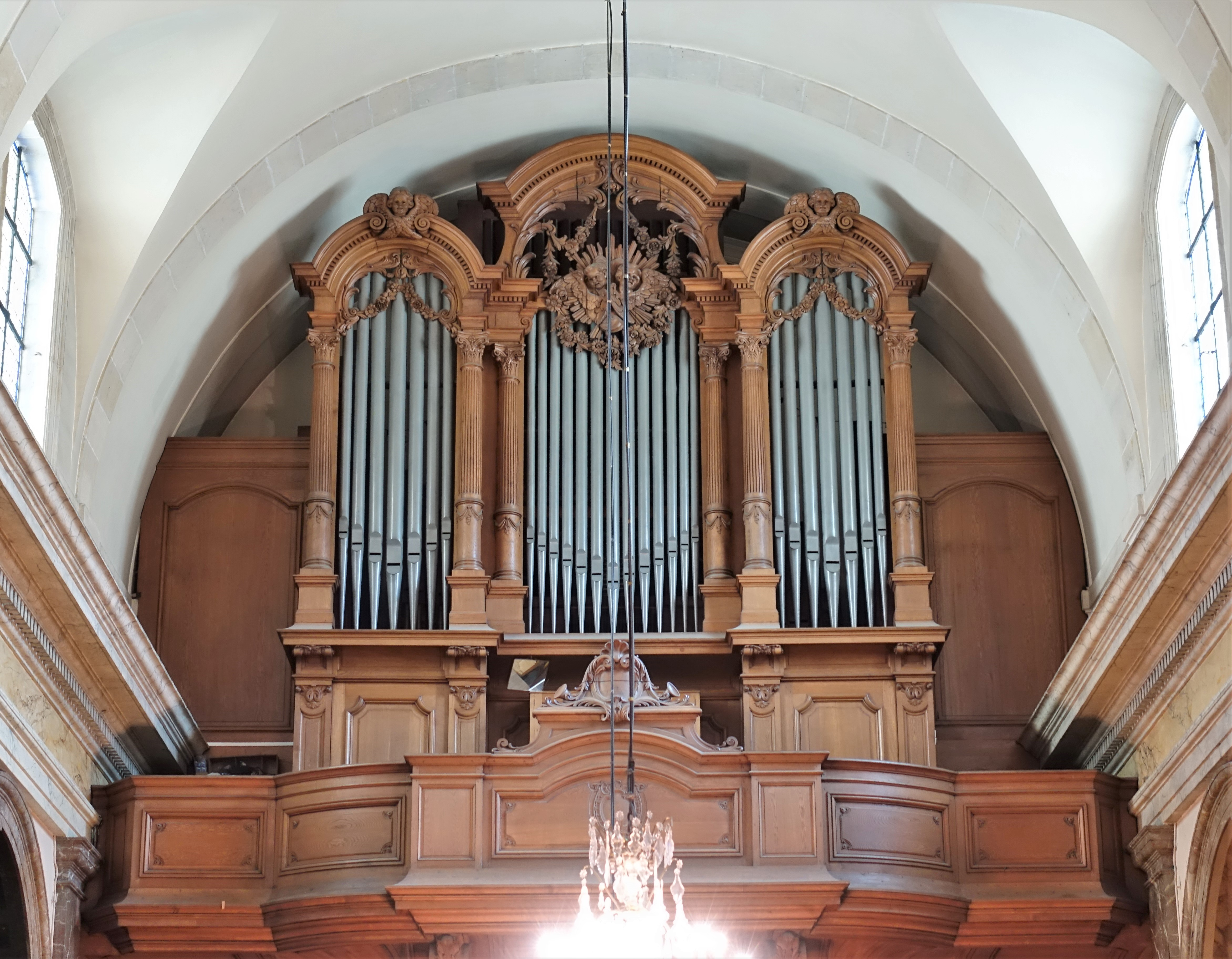

Composition
| Grand-Orgue 56 notes |
| Bourdon 16'          |
| Montre 8'            |
| Bourdon 8'           |
| Flûte harmonique 8'  |
| Prestant 4'          |
| Flûte à cheminée 4'  |
| Nasard 2' 2/3        |
| Quarte 2'            |
| Tierce 1' 3/5        |
| Plein-jeu IV         |
| Clarinette 8'        |

| Récit expressif 56 notes |
| Principal 8'             |
| Cor de nuit 8'           |
| Gambe 8'                 |
| Voix céleste 8'          |
| Flûte octaviante 4'      |
| Octavin 2'               |
| Fourniture IV            |
| Bombarde 16'             |
| Trompette 8'             |
| Hautbois 8'              |
| Clairon 4'               |

| Pédale 30 notes |
| Soubasse 16'    |
| Flûte 16'       |
| Basse 8'        |

Accessoires : 
- Accouplement Récit / Grand Orgue
- Tirasseet Grand Orgue et Récit
- Trémolo au Récit
- Appel des anches au Récit
- Appel des mixtures au Grand Orgue

## Le couvent à la Révolution
Après le massacre de 115 prêtres le 2 septembre 1792 dans le jardin, les derniers religieux furent chassés du couvent qui fut vendu comme bien national. 
Peu de temps après, sous la Terreur, le couvent servit de prison. Une cellule du couvent qui peut se visiter conserve entre autres souvenirs de cette période entre 1793 et 1794 : la "salle des épées". Joséphine, alors veuve Beauharnais y fut incarcérée. On y trouve l'inscription à la mine de crayon sur le mur : « Liberté, quand cesseras-tu d’être un vain mot ? Voilà dix-sept jours que nous sommes enfermés. On nous dit que nous sortirons demain, mais n’est-ce pas là un vain espoir ? ».

## Renaissance du couvent auXIXesiècle
Le couvent fut racheté en 1797 par Madame Camille de Soyécourt, carmélite, dont le père avait été emprisonné aux Carmes en 1794 avant d’être décapité. Elle y installa une communauté de carmélites. 
En 1841, l’évêché y installa une école ecclésiastique. Ces lieux font partie de l’Institut catholique depuis 1875.
De 1849 à 1867, un couvent de frères dominicains y est installé par le père Lacordaire.
Lors des travaux de percement de la rue de Rennes et du boulevard Raspail au milieu du XIXe siècle, l’ancien jardin des Carmes fut exproprié et la chapelle qu’il contenait détruite. Lors du terrassement des futures rues, on mit au jour des fosses communes dans lesquels on a retrouvé les restes de plusieurs des prêtres victimes du massacre de septembre 1792. Dans la crypte construite en 1867 sous la coupole de l'église, plusieurs rangées de crânes sont disposées dans les murs de chaque côté de la crypte. Certains portent encore la marque des coups de sabres des assassins. Les noms des défunts figurent en lettres dorées sur des plaques de marbre noir. Tous les objets témoignant des terribles massacres ont été conservés et placés dans cette crypte : souche de l'arbre où fut tué Du Lau d'Allemans, dallage, bancs, autel et statue de la Vierge qui se trouvaient dans la chapelle du jardin. Une maquette de la chapelle détruite vient compléter l'ensemble destiné à conserver les souvenirs et perpétuer la mémoire de cette histoire. 
Sont évoqués, avec leurs portraits, les trois évêques qui furent massacrés : Jean Marie du Lau d'Allemans, archevêque d'Arles, François-Joseph de La Rochefoucauld-Bayers, évêque de Beauvais, et Pierre-Louis de La Rochefoucauld-Bayers, évêque de Saintes.

Les trois évêques massacrés
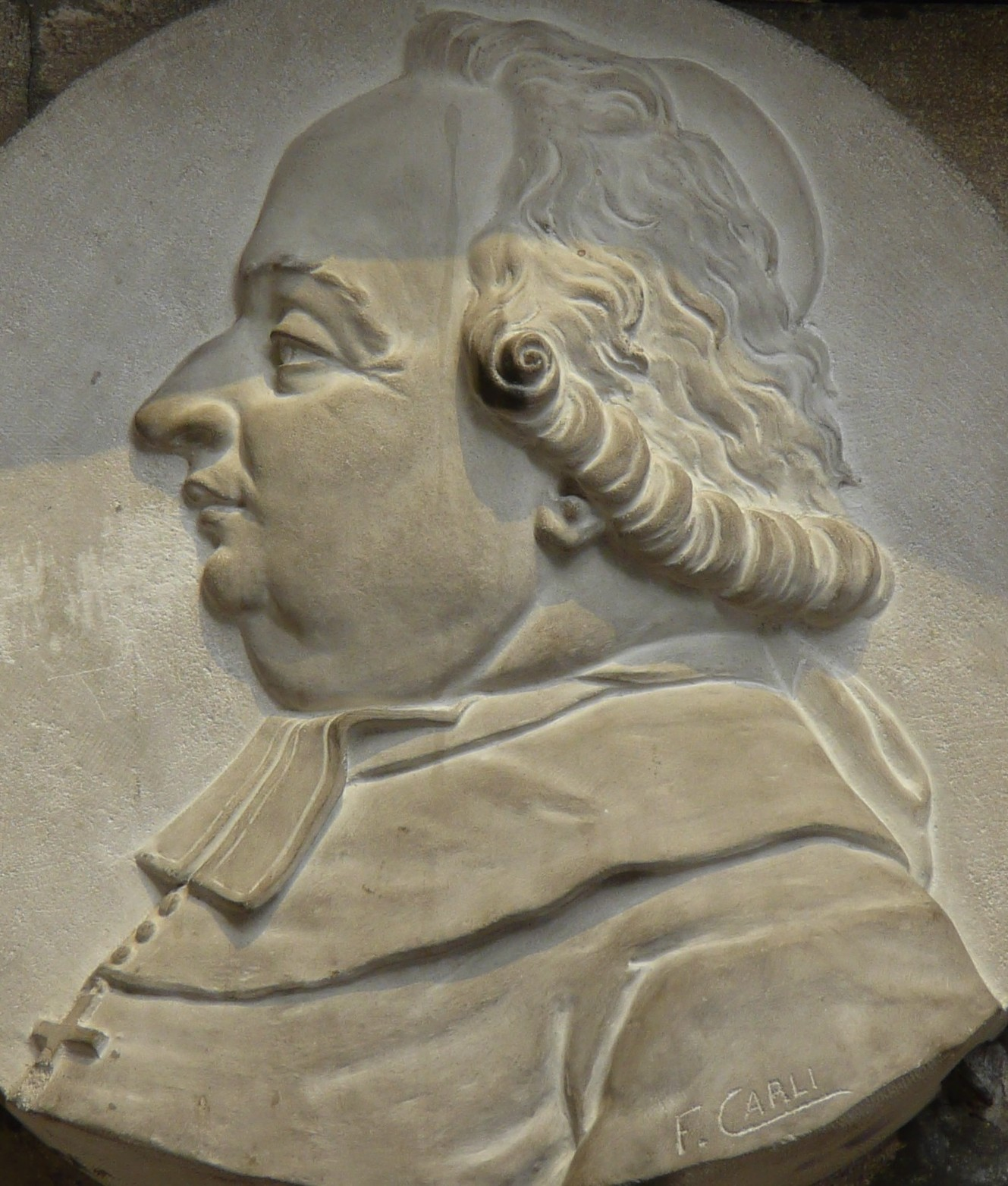
Jean Marie du Lau d'Allemans.
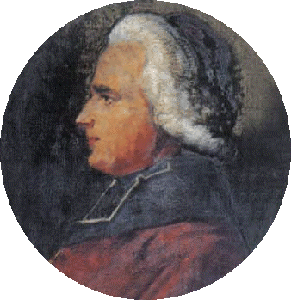
François-Joseph de La Rochefoucauld.
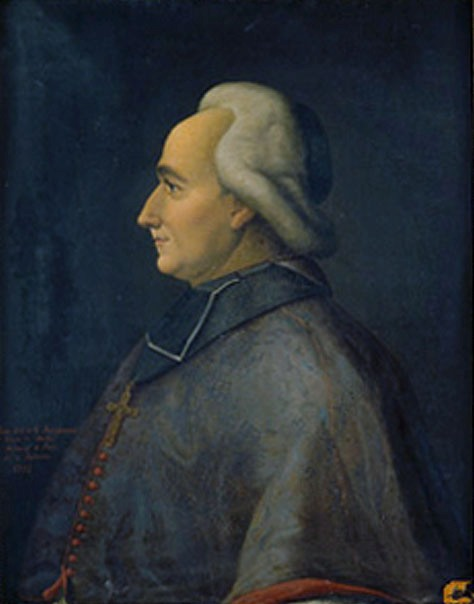
Pierre-Louis de La Rochefoucauld.

D'autres restes sont accompagnés de l’inscription : « Ayant préféré la mort à la violation de la sainte loi de Dieu, ils ont été massacrés ».
Le bienheureux Frédéric Ozanam est enterré dans la troisième crypte, à la demande de sa femme qui fréquentait cette chapelle. 
Historien catholique et membre de l'Académie française, le cardinal Baudrillart, recteur de l'Institut catholique de 1907 à sa mort en 1942, est enterré également dans cette crypte, à l'emplacement de l'ancienne tombe de Frédéric Ozanam.

## Eau de Mélisse
Ses jardins sont notamment célèbres pour avoir accueilli les plantations de mélisse. Pour la petite histoire, c’est en 1611, qu’un médecin crée une recette originale de boisson tonique dite « réconfortante » à base de mélisse, dont il donne la formule à un religieux carme de la rue de Vaugirard à Paris, le père Damien. Les Carmes décidèrent alors de la produire dans leur couvent, dans une officine et de la commercialiser. « L’eau de mélisse » dite aussi « eau des Carmes » serait un cordial, c'est-à-dire une potion qui stimule le fonctionnement du cœur, et un tonique utilisé entre autres contre la peste, mais aussi les migraines et toutes sortes de petits maux quotidiens. C’est cette eau qui fera la réputation du couvent des Carmes y compris à la cour, du fait du succès de son élixir auprès, notamment du cardinal de Richelieu. La recette fut conservée par les derniers carmes au-delà de la Révolution et transmise à une pharmacie

## La chapelle Saint-Joseph aujourd'hui
Depuis le XXe siècle, la chapelle est à la fois la chapelle de l'Institut catholique de Paris, celle du séminaire des Carmes et une chapelle de quartier dépendant de la paroisse Saint-Sulpice, desservie par un recteur.

## Galerie

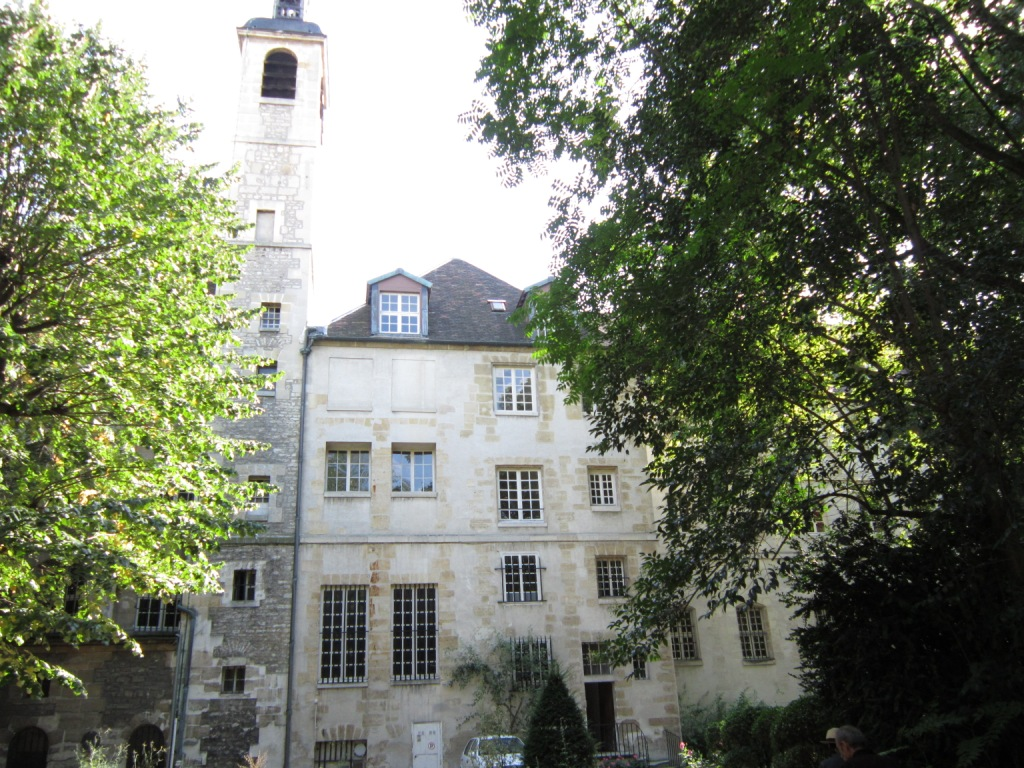
Campanile.
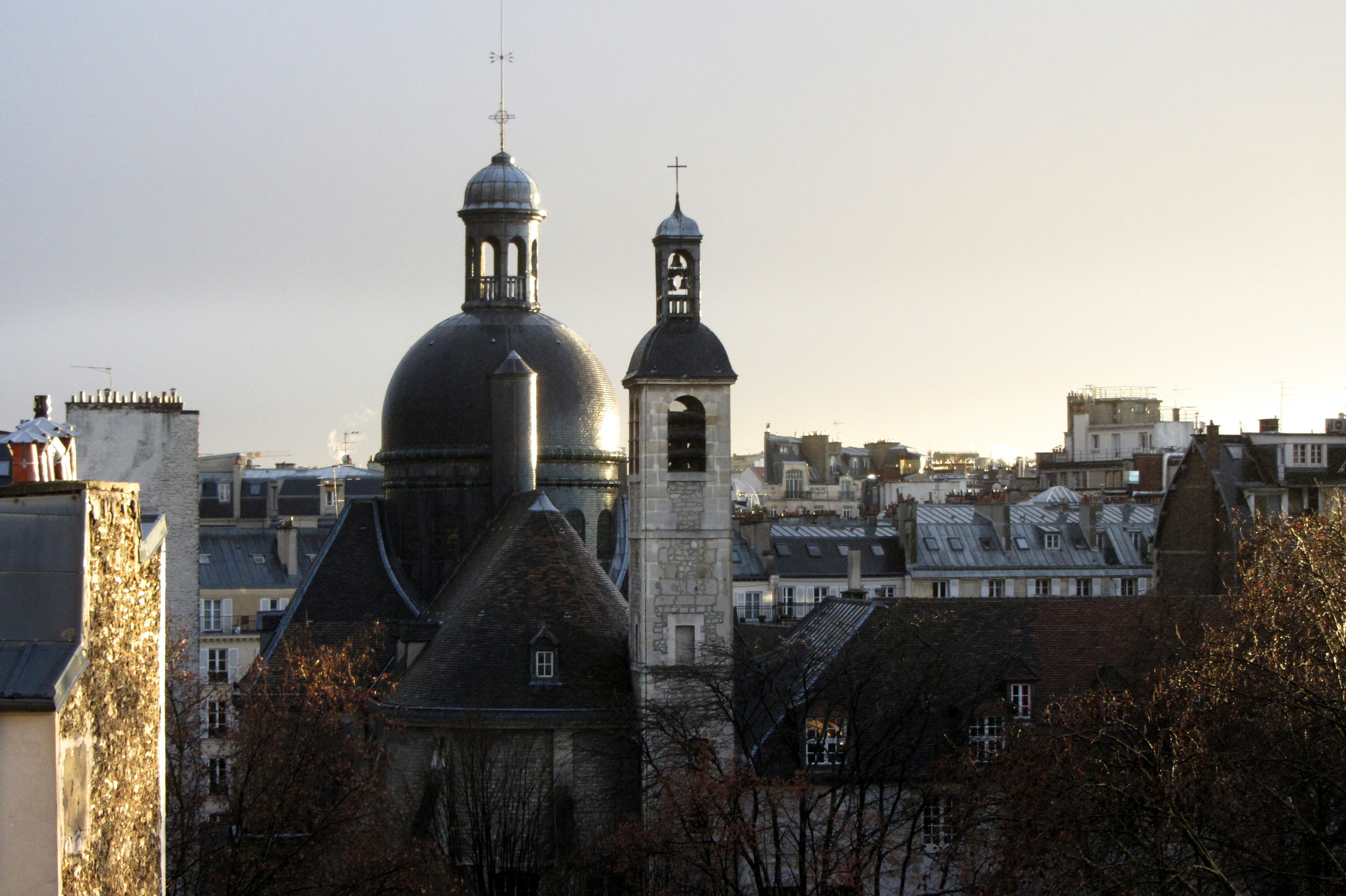
Dôme.
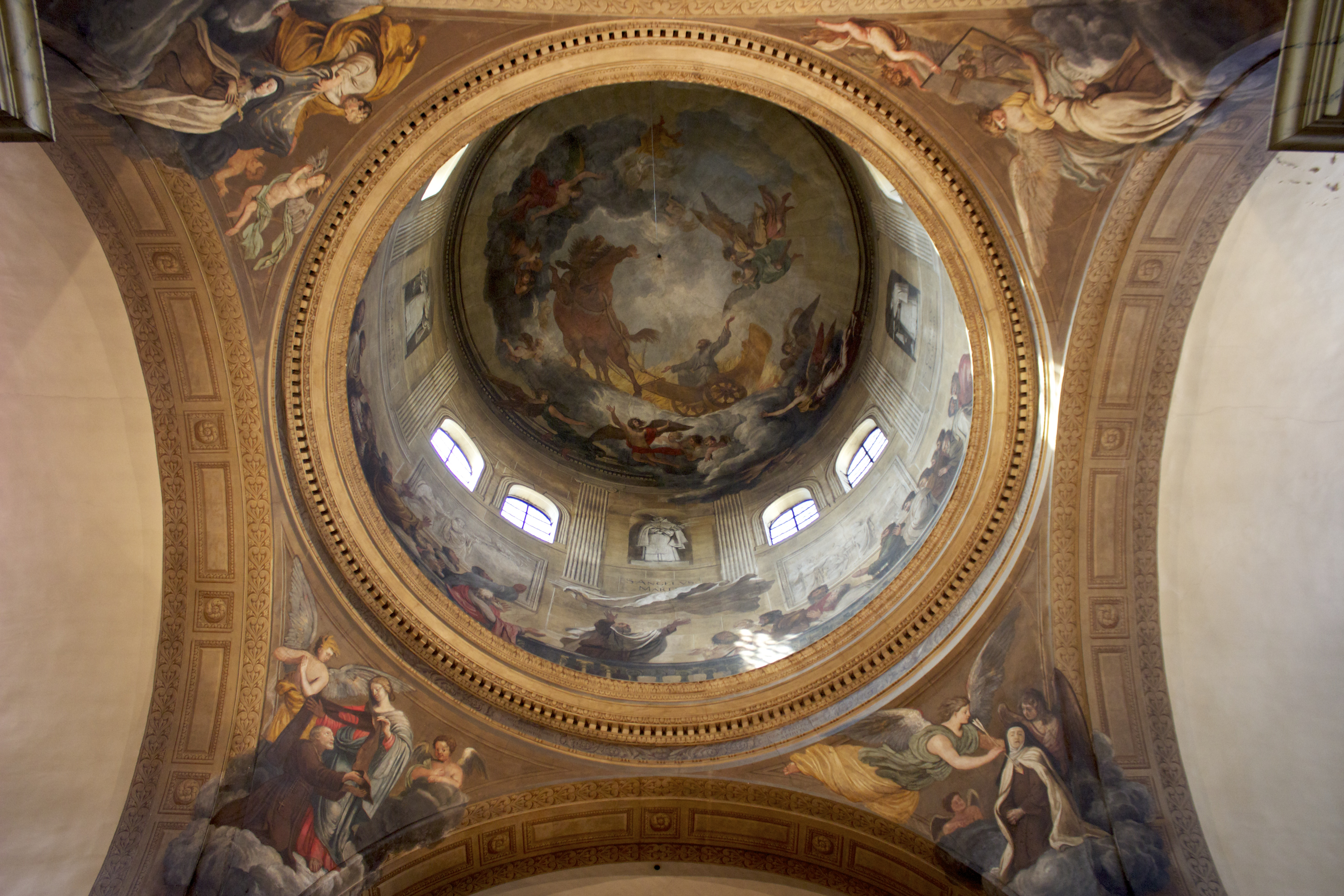
Coupole.
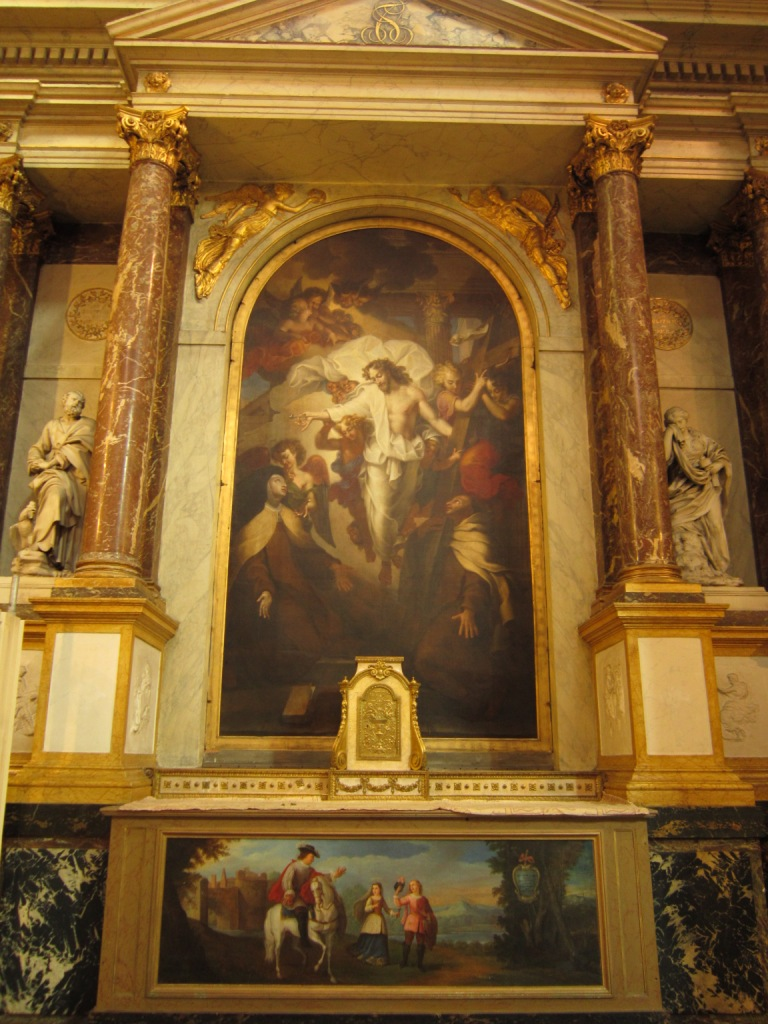
Tableau de la Résurrection.
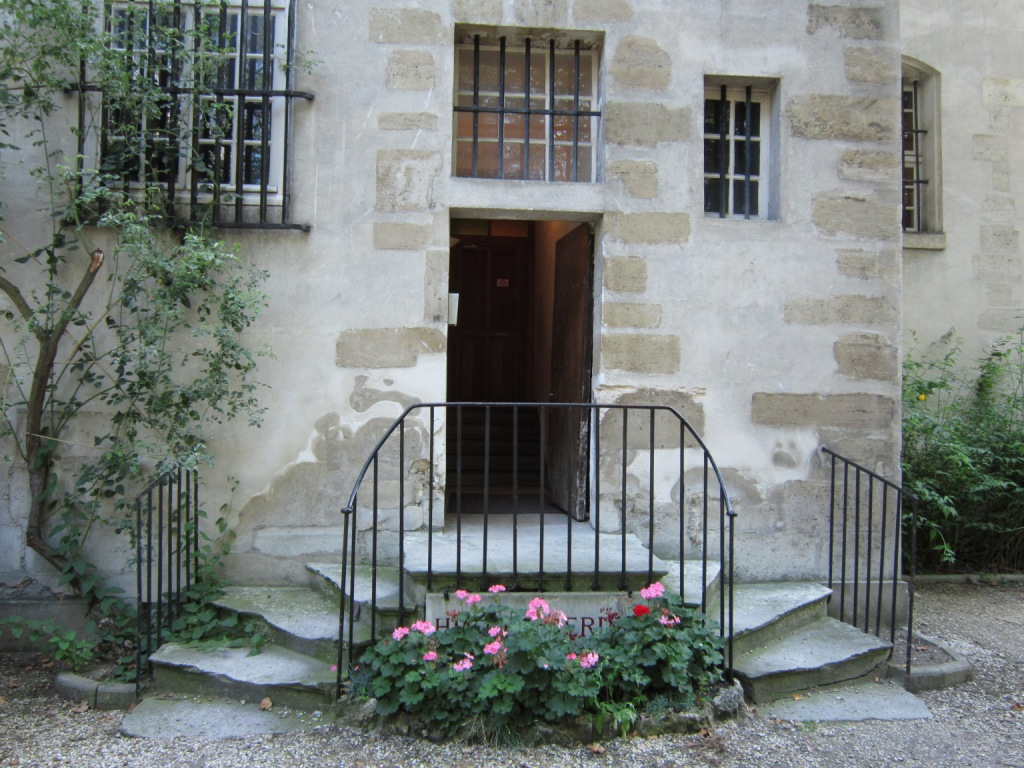
Escalier des martyrs.
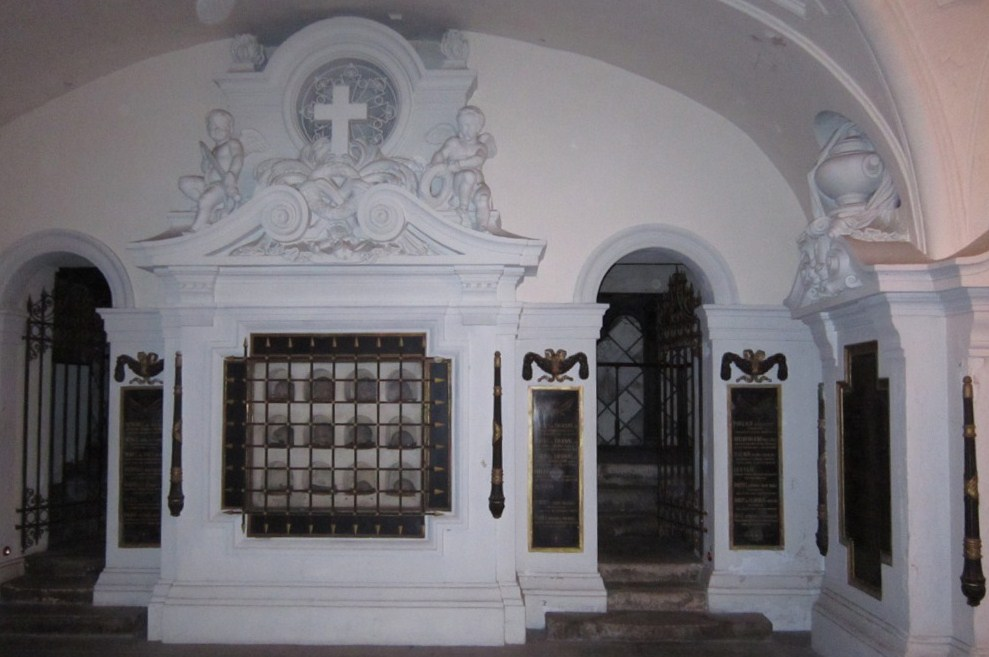
Crypte des martyrs.
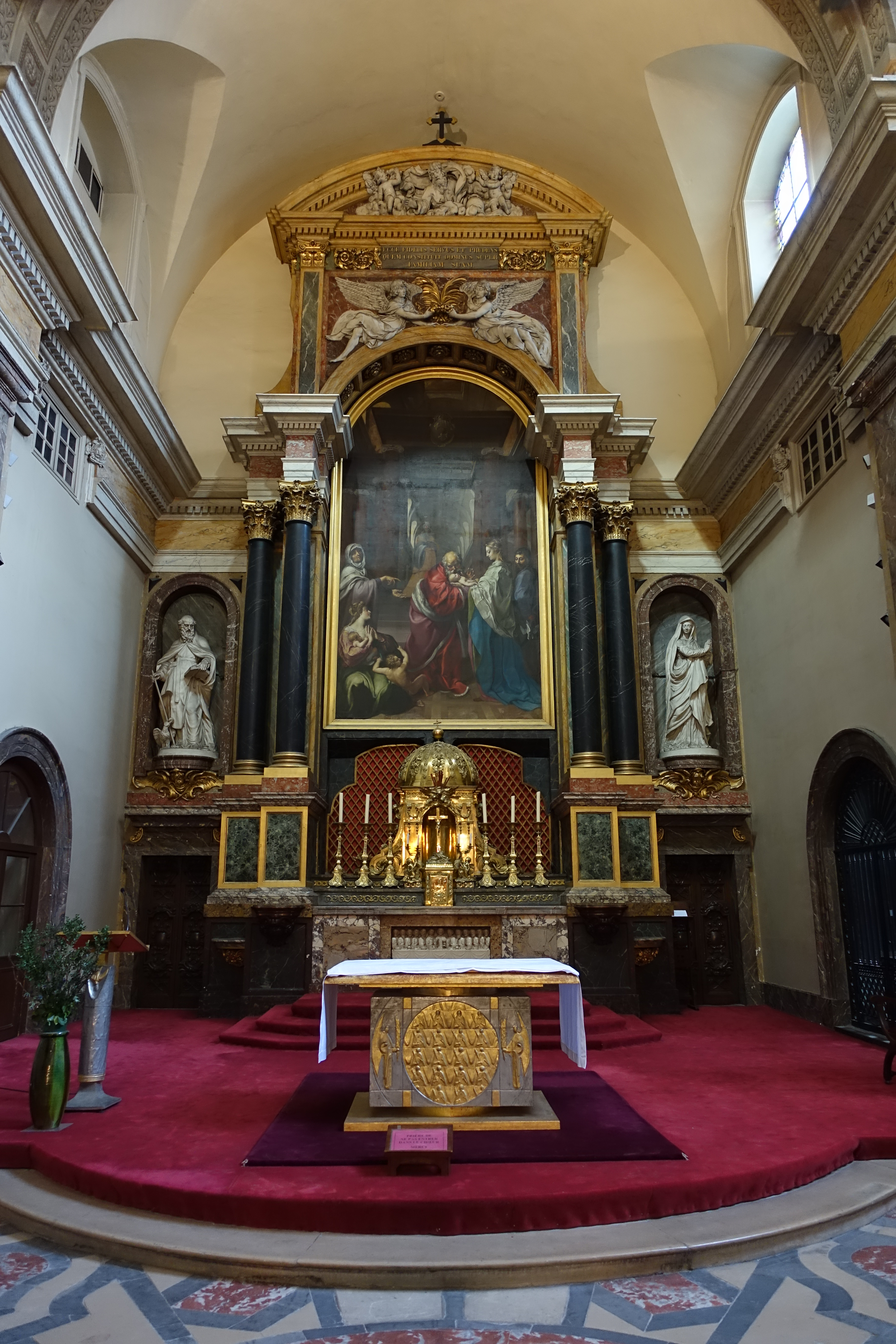
Maître-autel.
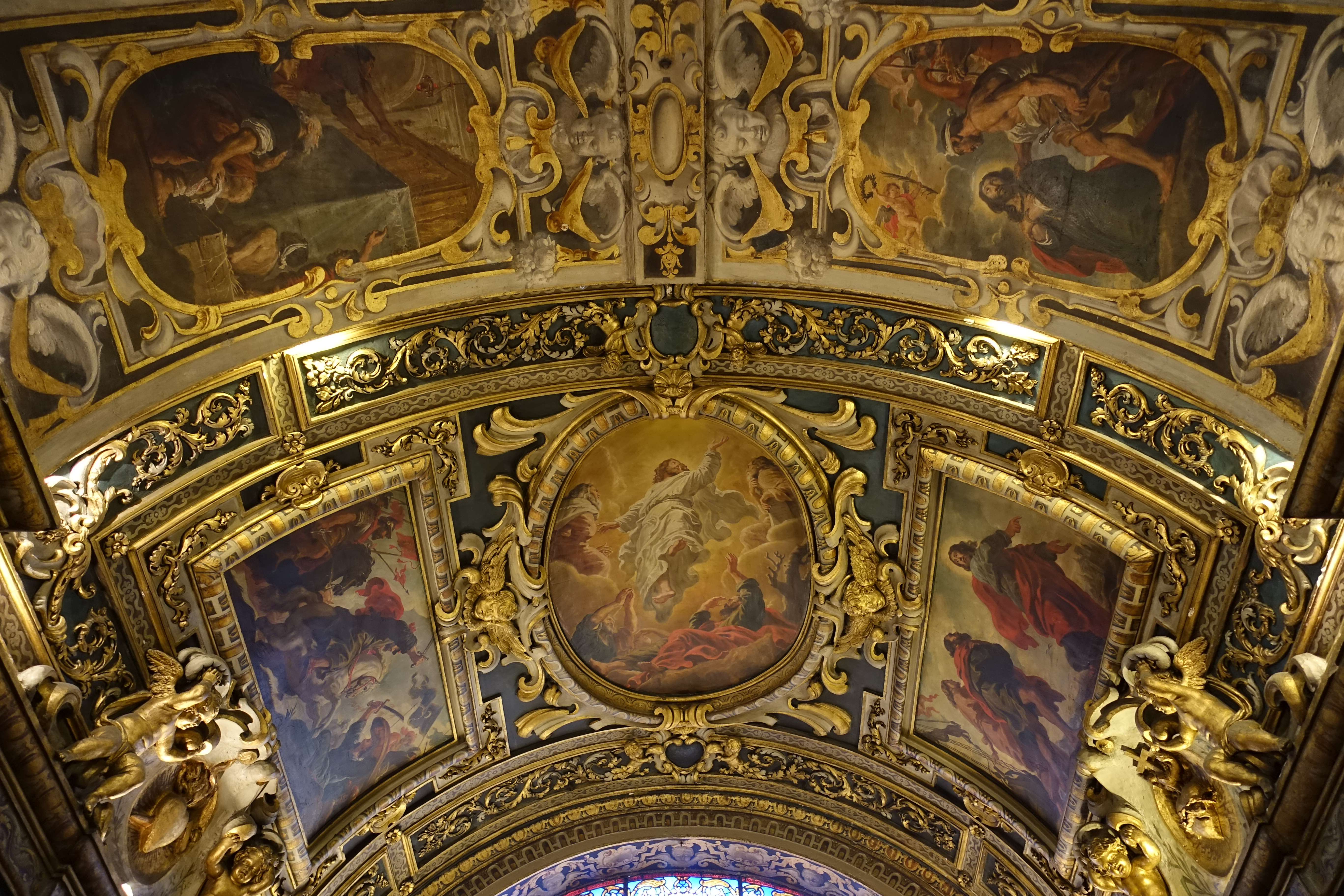
Chapelle Saint-Jacques.
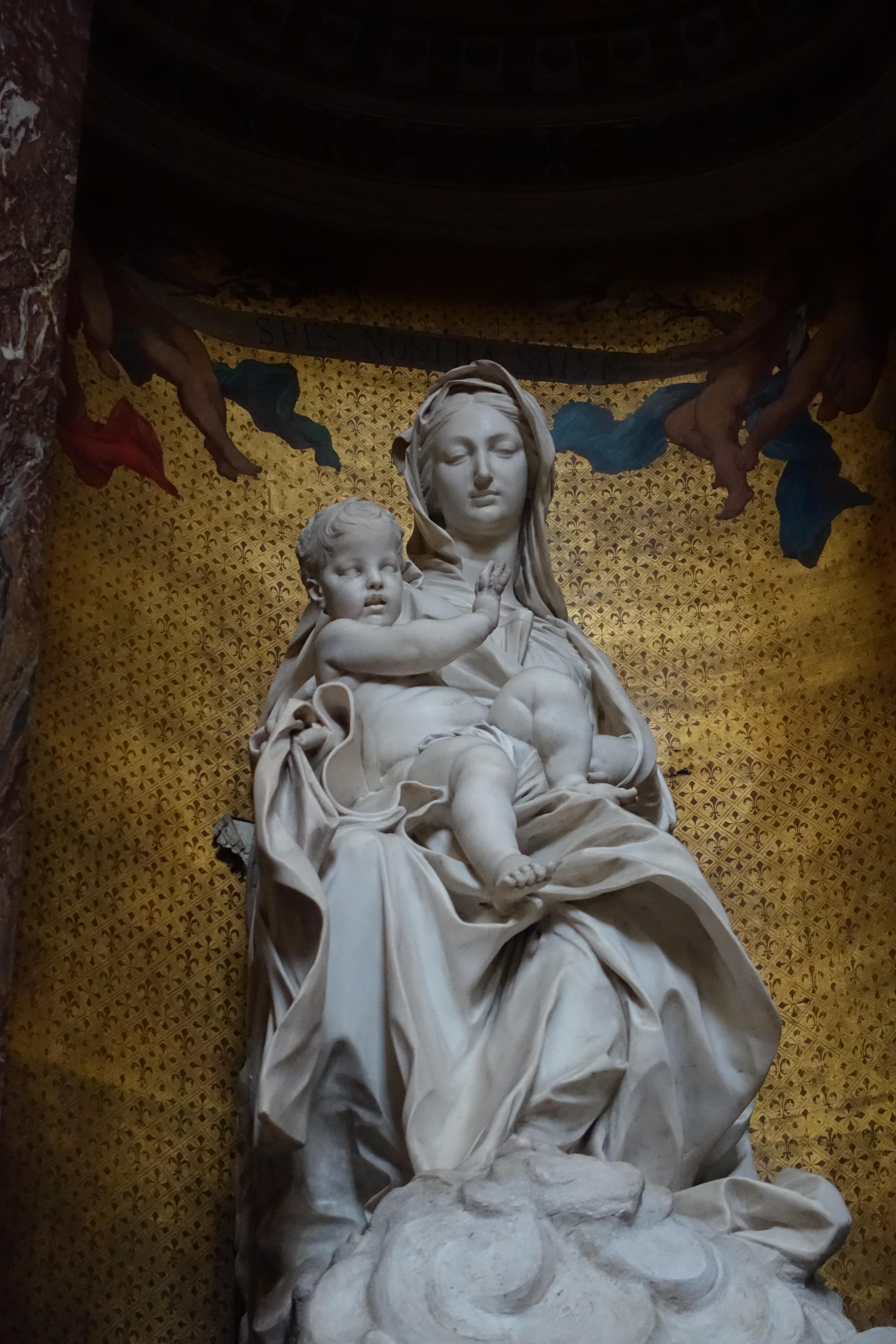
Chapelle de la Vierge, Vierge à l'Enfant, Antonio Raggi.
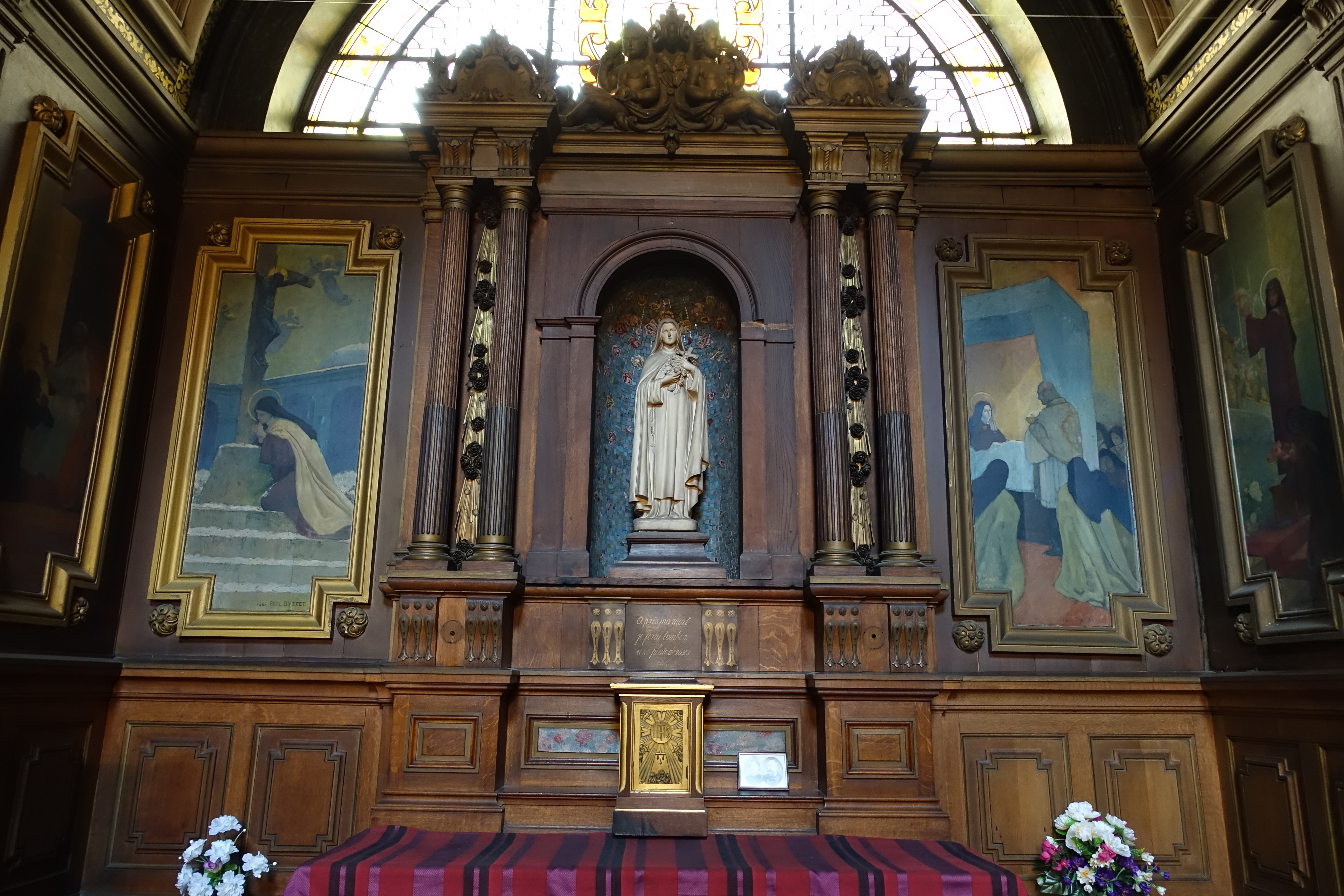
Chapelle Sainte-Thérèse de Lisieux.

### Articles liés
- Institut catholique de Paris
- Séminaire des Carmes
- Prison des Carmes
- Ordre des Carmes déchaux
- Quartier Notre-Dame-des-Champs
- Liste des édifices religieux de Paris
- Archidiocèse de Paris